# Schattenspitze
Die Schattenspitze ist ein 3202 Meter hoher Berg in der Gebirgsgruppe Silvretta im österreichischen Bundesland Vorarlberg. Als Stützpunkt für eine Besteigung eignet sich die östlich gelegene Wiesbadener Hütte auf 2443 Metern Höhe.

## Lage und Umgebung
Die Schattenspitze liegt in einem Bergkamm, der sich von der nördlich gelegenen Kleinen Schattenspitze (2703 m) über die Kleinen Egghörner (2730 und 2872 m), das Klostertaler Egghorn mit 3120 Metern Höhe, den Schattenkopf (ca. 3120 m) zur Schattenspitze und weiter über die 3223 Meter hohe Schneeglocke, den 3190 m hohen Knoten und das Silvrettahorn (3244 m) zieht, wo die Staatsgrenze zur Schweiz erreicht wird. Fortgesetzt wird der Kammverlauf durch die Egghornlücke, das Silvretta Egghorn (3147 m), das Signalhorn mit 3207 Metern, der Fuorcla dal Cunfin (3043 m), und endet schließlich im Süden mit dem 3255 Meter hohen Kleinen Piz Buin, einem Nebengipfel des Piz Buin.
Im Norden der Schattenspitze liegt der Schattenspitzgletscher, im Südosten der Schneeglockengletscher und im Westen erstreckt sich der Klostertaler Gletscher. Benachbarte Berge sind im Nordwesten der Schattenkopf und das Klostertaler Egghorn und im Süden, getrennt durch die Schattenlücke, die Schneeglocke. Die nächstgelegene Siedlung ist das knapp 12 Kilometer Luftlinie nördlich gelegene Partenen im Montafon.

## Erschließung
Zu einer Erstbesteigung der Schattenspitze im 19. Jahrhundert liegen in der bekannten Literatur keine Angaben vor, aber in der Zeitschrift des Deutschen und Österreichischen Alpenvereins beschreibt Karl Blodig 1914 seine Begehung vom 16. Juli 1912. Mit von der Partie war unter anderem auch der Maler und Alpinist Edward Theodore Compton. Man brach von der Wiesbadener Hütte auf und brauchte auf der heute so genannten Blodig-Route gut vier Stunden für den Aufstieg. Sie gingen von der Hütte zunächst in südlicher Richtung und dann westlich über den Ochsentaler Gletscher auf die von Blodig so genannte Schattenlücke nördlich des Silvrettahorns.
Heute ist diese Route der Normalweg und führt als Hochtour über eine Rinne zum Gipfel; über den Südgrat führt die Größl-Route. Im Jahr 1920 bestieg Otto Bauriedl die Südkante der Schattenspitze als Erster im Alleingang.